# Joseph Kopsky
Joseph George „Joe” Kopsky (ur. 4 listopada 1882 w Nowym Jorku, zm. 30 stycznia 1974 w Miami) – amerykański kolarz szosowy, olimpijczyk.
Uczestniczył w rywalizacji na V Igrzyskach olimpijskich rozgrywanych w Sztokholmie w 1912 roku. Startował tam w dwóch konkurencjach kolarskich. W jeździe indywidualnej na czas przejechał trasę w czasie 11:27:06,00 i zajął 20. miejsce. Były to jedyne igrzyska, na jakich startował.